# Dennis Cambell
Le contre-amiral Dennis Royle Farquharson Cambell (13 novembre 1907 - 6 avril 2000) était un officier de la Royal Navy, qui a inventé le pont d'envol incliné sur les porte-avions.

## Carrière dans la Royal Navy
Eduquée à la Westminster School, Cambell devient cadet à partir de 1925 sur le navire d'entraînement HMS Thunderer.
À partir du 15 Septembre 1926, Cambell sert comme midshipman à bord du HMS Repulse (au sein du Battle Cruiser Squadron de the Atlantic Fleet). Nommé sub-lieutenant au début de 1929, il entame des cours de lieutenance d'abord au Royal Naval College, Greenwich, ensuite à partir du 12 Août 1929 à Portsmouth. En tant que sub-lieutenant, il rejoint le destroyer HMS Sesame de l'Atlantic Fleet, le 23 Mars 1930. De septembre 1930 à Août 1931, il est basé à RAF Leuchars. Il y est nommé lieutenant en Décembre 1930.
En Juillet 1931, Cambell quitte sa formation précocement pour rejoint le 405th Flight doté de chasseurs Fairey Flycatcher. Il basé alors à Hal Far (Malte), puis à bord du porte-avions HMS Glorious avant d'être débarqué en novembre 1932 à RAF Netheravon. En Décembre de cette année, il rejoint le 801 Naval Air Squadron qui est embarqué à bord du porte-avions HMS Courageous le 20 Février 1934. En Avril 1936, il embarque à bord du dragueur de mines HMS Alresford comme commandant en second avec le grade de First Lieutenant. En 1938, il rejoint le nouvellement crée 803 Squadron (Osprey IIIs) à la base RAF Worthy Down (en).
Au début de la Seconde Guerre mondiale, Cambell sert comme commandant du 803 Naval Air Squadron, alors équipé de chasseurs-bombardiers Blackburn Skua. Le 14 Septembre 1939, son unité perd deux avions lors d'une attaque sur le sous-marin allemande U-30 et le 26 Septembre, elle abat un hydravion allemand Dornier Do 18 qui est le premier avion allemand abattu par un avion britannique au cours de la guerre.
En Juin 1940, Cambell devient pilote d'essai au Aeroplane and Armament Experimental Establishment (A&AEE) sur la base RAF Boscombe Down. En Février 1942, il est transféré sur HMS Argus as lieutenant commander. Au mois de Juillet suivant, il est rattaché à l'établissement terrestre HMS President au service du Ministry of Aircraft Production (en). Pendant son séjour, il a été appelé à tester le vol et l'atterrissage du Firebrand avec lequel les pilotes d'essai de Blackburn avaient des difficultés. Après avoir été promu commander en décembre 1942, il fut nommé en mars suivant au HMS Saker en tant que représentant principal de la marine auprès de la British Air Commission, Washington D.C.
Après la guerre, Cambell a été nommée à l'état-major de la Admiralty dans la Naval Air Warfare and Flying Training Division. En 1947, il retourne en mer, premièrement en tant que Commander (Air) à bord HMS Glory au sein de la Far East Fleet, puis, en décembre de cette même année, à bord HMS Tintagel Castle au sein de l'école de lutte anti-sous-marine de Portland. En décembre 1948, il est promu Captain et en 1950, il est de nouveau assignée à l'HMS President pour des services diverses ("for miscellaneous services"), qui correspond à un emploi pour le Ministry of Supply. C'est au cours de cette période qu'il a conçu le pont d'envol incliné en collaboration avec Lewis Boddington de la RAF Farnborough.[,,
En Septembre 1954, Cambell est nommé comme le premier capitaine du nouveau porte-avions HMS Ark Royal, qui est commissionné en Février 1955. En Septembre 1956, il retourne à l'amirauté comme directeur de l'arme aéronavale,,,.
La nomination finale de Cambell fut celle d'officier supérieur en charge de l'entraînement au pilotage à Yeovilton (HMS Heron) à partir du 15 octobre 1957. En 1958, il fut nommé officier de la Légion américaine du mérite et en 1960, alors à la retraite, il fut nommé compagnon de l'Ordre du the Bath (London Gazette 1.1.60; Investiture 9.2.60.) À partir du 19 octobre 1960, il figurait sur la liste des amiraux à la retraite. Il devient ensuite directeur des ventes en Europe pour Hiller puis Hughes Helicopters, puis directeur chez Executive Travel.

## References
1. 1 2 3 4  Dan van der Vat, « Dennis Cambell », The Guardian, London, UK,‎ 22 avril 2000 (lire en ligne, consulté le 14 avril 2012)
2. 1 2  Hans Houterman et Jeroen Koppes, « Royal Navy Officers 1939–1945 (Cable to Cayley) », sur WWII Unit Histories & Officers (consulté le 14 avril 2012)
3. 1 2 3  « Dennis Royle Cambell », sur Force 'Z' Survivors (consulté le 14 avril 2012)
4. 1 2  « Rear-Admiral Dennis Cambell », sur Today in Science History (consulté le 14 avril 2012)
5. ↑  Thomas C. Hone, Norman Friedman et Mark D. Mandeles, « The Development of the Angled-Deck Aircraft Carrier », U.S. Naval War College, Newport, Rhode Island, vol. 64, no 2,‎ printemps 2011, p. 63–78 (lire en ligne [archive du 18 novembre 2011], consulté le 14 avril 2012)
6. ↑  « FAAOA History », sur Fleet Air Arm Officers Association (consulté le 14 avril 2012)
7. ↑  « Author: David Bruce », sur Caird Publications (consulté le 14 avril 2012)